# Биттерболы

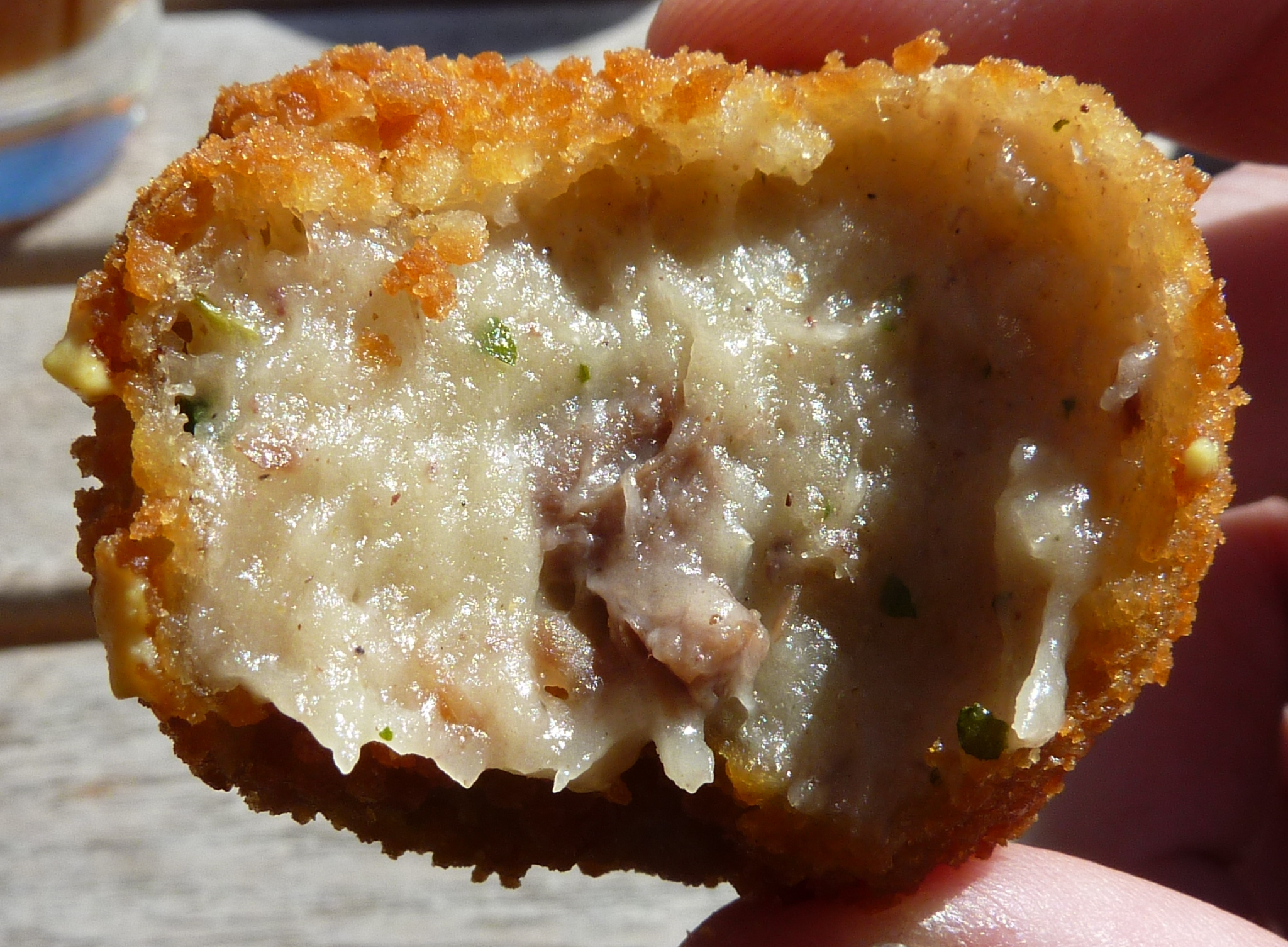
Биттербол, вид изнутри

 Биттерболы  (нидерл. bitterballen, ед. ч.: bitterbal) — голландская закуска, обжаренные во фритюре шарики из мяса, традиционная закуска к биттерам, откуда блюдо и получило название. Обычно подаются как часть «биттергарнитура» — набора пикантных закусок, которые подаются в Нидерландах к напиткам в пабах или на приёмах.
Биттерболы очень похожи на более распространенные крокеты по ингредиентам и способам приготовления, а также по вкусу.
Их едят в Нидерландах и соседней Бельгии, на Нидерландских Антильских островах, а также в странах, испытавших нидерландское культурное влияние, включая Индонезию и Суринам.
В апреле 2020 года биттерболы были внесены в Реестр нематериального культурного наследия Нидерландов

## Приготовление
Говядину отваривают или сразу тушат с луком, петрушкой, говяжьим бульоном и ру (в некоторых случаях добавляется также морковь или другие мелко нарезанные овощи). Приправы, добавляемые в рагу, обычно включат соль, перец и мускатный орех, но в некоторых случаях добавляют также приправу карри. Затем получившееся рагу измельчают и охлаждают, чтобы оно загустилось и застыло, а затем скатывают из получившейся массы шарики диаметром 3—4 см. Получившиеся шарики обмакивают во взбитое яйцо, обваливают в панировочных сухарях, а затем обжаривают.
Сегодня в нидерландских супермаркетах биттерболы можно купить в виде замороженных полуфабрикатов, дома остаётся их лишь обжарить. В ресторанной подаче биттерболы сервируются в общей тарелке, а на стол рядом с ними ставятся соусники открытого типа с горчицей и майонезом. Биттерболы едет одноразовыми зубочистками, при помощи которых шарик накалывают, подцепляют с тарелки, обмакивают в выбранный соус-дип и подносят ко рту. Правилами этикета предполагается, что каждая зубочистка должна быть использована только один раз. Кроме того, повторное обмакивание надкушенного биттербола в соус не допускается. Иногда вместо зубочисток используются шпажки или одноразовые деревянные вилочки. В случае, если была заказана порция биттерболов на одну персону, их можно есть вилкой или (в неформальной обстановке) рукой.
Существуют и другие стили подачи биттерболов, например, порционно с овощным гарниром (как фалафель), или со спагетти (как фрикадельки).